# Астатоводород
Аста́товодоро́д (гидроастатид, астатид водорода) — химическое неорганическое соединение, формула которого HAt. Непрочная газообразная кислота.

## Получение
- При действии на водный раствор астата водородом в момент реакции образуется газообразный астатоводород:

{\displaystyle {\ce {H_{2}\ +\ At_{2}\ =\ 2HAt}}}
- Взаимодействием углеводородов (например, этана) с астатом. Астат, подобно другим галогенам, способен замещать в них атомы водорода:[1]

{\displaystyle {\ce {C_{2}H_{6}\ +\ At_{2}\ =\ C_{2}H_{5}At\ +\ HAt}}}

## Химические свойства
Изучение свойств соединений астата представляет определенные трудности в связи с отсутствием долгоживущих изотопов последнего. Экспериментально изучена реакция с хлором
- {\displaystyle {\ce {HAt\ +\ Cl\ =\ At\ +\ HCl}}},

проходящая сопоставимо с {\displaystyle {\ce {HI\ +\ Cl\ =\ I\ +\ HCl}}} по двум путям: как непосредственный переход водорода с астата на хлор при сближении ионов, так и разложение астатоводорода при контакте с хлором с последующим присоединением водорода к хлору.
Аналогично проходит и реакция с бромом,
- {\displaystyle {\ce {HAt\ +\ Br\ =\ At\ +\ HBr}}},

однако эта реакция менее энергетически выгодна и проходит только по первому пути, поскольку  разложения астатоводорода при контакте с бромом ({\displaystyle {\ce {HAt\ +\ Br\ =\ H\ +\ BrAt}}}) не происходит.
- Кроме того, известно, что присоединение водорода ослабляет связь атомов астата с поверхностью металлов, вплоть до того, что астатоводород не присоединяется к поверхностям Cd, Sb, Te и AI.[4]

В ряду галогеноводородов с увеличением периода галогена степень полярности связи уменьшается, ибо уменьшается разность в значениях электроотрицательности атомов галогена и водорода, и в астатоводороде связь становится почти неполярной.

## Физические свойства
Из-за размеров и веса иона астата в молекуле хорошо проявляется действие релятивистских поправок.

## Применение
Астатоводород, по-видимому, не находит применения (ввиду своей радиоактивности).

## Физиологическоезначение
Как и все соединения астата, имеет сильную радиотоксичность.

Тем не менее, изучалась возможность применения астата в ядерной медицине.